# 铜钹山角蟾
铜钹山角蟾（学名：Boulenophrys tongboensis），一种于中华人民共和国江西省上饶市广丰区铜钹山地区发现的两栖动物，隶属于角蟾科布角蟾属。其种加词“tongboensis”意为“铜钹山的”。

## 形态特征
铜钹山角蟾体型小，雄蟾体长26.5～31.5毫米。身体背面皮肤相对光滑，呈米黄色或橄榄黄色，具细小痣粒，眶间具有镶浅色边缘的棕色“V”形或三角形斑，背中有一镶浅色边缘的棕色“X” 或 “)(”形斑；四肢背面具有深色横纹；腹部光滑，为深棕色，密布白色斑点；喉部具一条深色纵向条纹；腹侧具一对镶白色边缘的纵向黑色条纹。

## 保护
本种于2023年被收录入《有重要生态、科学、社会价值的陆生野生动物名录》。